# Danh sách bộ phim của Hãng phim hoạt hình Việt Nam
Dưới đây là danh sách thống kê các bộ phim do Hãng phim hoạt hình Việt Nam đã sản xuất từ 1959 đến nay:
| - Đáng đời thằng Cáo (1959) - Con một nhà (1961) - Chú Thỏ đi học (1962) - Bi Bo và Hòa (1962) - Một ước mơ (1963) - Bông hoa năm cánh (1963) - Hòn đảo kỳ lạ (1963) - Một ước mơ (1963) - Giấc mơ hoa (1963) - Bõm - Cây khế - Đêm trăng Rằm - Binh ong - Mưu chống càn - Em bé nông dân và con hổ - Em bé hái củi và chú Hươu con - Mèo Con (1965) - Bài ca trên vách núi (1967) - Con sáo biết nói (1967) - Em làm thợ xây (1967) - Những chiếc áo ấm (1968) - Chuyện ông Gióng (1970) - Cô bé và lọ hoa (1971) - Em bé giỏi Địa lý (1971) - Chú đất nung - Câu chuyện Thỏ Ngọc - Cá Sấu ngứa răng (1974) - Ong, Bướm, Kiến (1972) - Gà trống hoa mơ (1973) - Con khỉ lạc loài (1973) - Rồng lửa Thăng Long (1973) - Chèo Bẻo và Diều Hâu (1973) - Mầm lá xanh (1973) - Lật Đật và Phồng Phềnh (1973) - Bàn tay khổng lồ (1973) - Rừng hoa (1974) - Tôm nhỏ và Hải Quỳ - Con kiến và hạt gạo - Thạch Sanh (1976) | - Đáp số (1980) - Trách nghiệm - Ông Trạng thả diều (1981) - Bước ngoặt (1982) - Ai cũng phải sợ (1983) - Sự tích con muỗi - Ai mua hành tôi - Trái tim mùa xuân - Bộ đồ nghề nổi giận - Người thợ chạm tài hoa (1992) - Quỷ núi và tình yêu (1993) - Bức tranh tặng mẹ (1993) - Trê Cóc (phim) (1993) - Phép lạ hồi sinh (1994) - Chim Ri và Tu Hú - Cất nhà giữa hồ - Thỏ và Sói (2001) - Xe đạp (2001) - Sự tích cái nhà sàn (2001) - Xe đạp và ô tô (2002) - Ve Vàng và Dế Lửa (2003) - Chú bé photo - Chú gà cánh tiên - Hai chú dế mèn (2006) - Chiếc đèn đẹp nhất (2009) - Cồ và Chíp (2009) |